# 宮城野由美子
宮城野 由美子（みやぎの ゆみこ、1926年3月2日 - 2018年12月29日）とは日本の元女優で元宝塚歌劇団花組・星組主演娘役クラスの宝塚歌劇団卒業生である。
本名は蔵原 キヨ子（くらはら きよこ　旧姓：關（新字体：関））。夫は映画監督の蔵原惟繕。東京都小石川区（現・文京区）出身。山形県立鶴岡高等女学校（現・山形県立鶴岡北高等学校）中退。宝塚時代の愛称は関さん（旧姓から）。

## 来歴

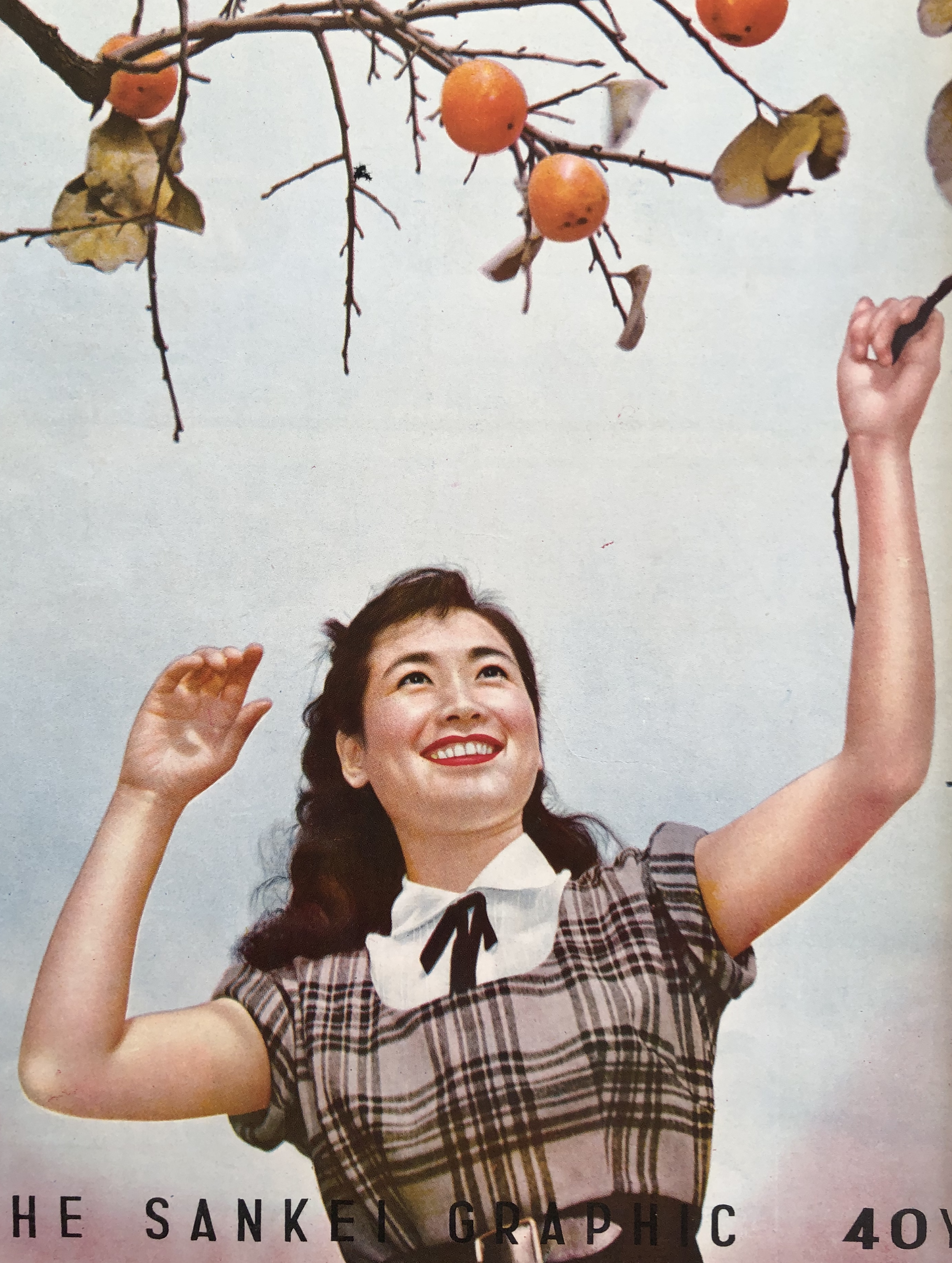
1954年

1940年に宝塚歌劇団30期生として、宝塚音楽舞踊学校（現在の宝塚音楽学校）に入学する。
1943年に宝塚歌劇団に入団する。宝塚入団時の成績は14人中2位。
1950年、宝塚歌劇団在団中に東宝映画『佐々木小次郎』のまん役で映画デビューする。
1951年4月30日付で宝塚歌劇団を退団する。最終出演公演の演目は花組『文福茶釜／ラ・ヴィオレテラ』である。
退団後は映画女優として活動し、『姿三四郎第一部』（1955年版、田中重雄監督）、『二等兵物語』（福田晴一監督）が主な代表出演作で、宝塚退団から引退までおよそ5年間に多くの作品に出演している。
1956年、『四人の誓い』（田畠恒男監督）の出演を最後に、蔵原惟繕と結婚し、芸能界を引退した。
2014年、宝塚歌劇団100周年記念で設立された『宝塚歌劇の殿堂』に最初の100人のひとりとして殿堂入り。
2018年12月29日に死去。

## 宝塚歌劇団時代の主な舞台
- 『赤頭巾と狼』（花組）（1946年11月1日 - 11月29日、宝塚大劇場）
- 『踊る四季』（花組）（1947年1月1日 - 1月30日、宝塚大劇場）
- 『ハリウッドに榮光あれ』（花組）（1948年5月1日 - 5月29日、宝塚大劇場）
- 『ロマンス・パリ』（星組）（1949年2月18日 - 3月9日、宝塚大劇場）
- 『想ひ出の薔薇』（星組）（1949年6月1日 - 6月20日、宝塚大劇場）
- 『アラビアン・ナイト』（花組）（1950年8月1日 - 8月30日、宝塚大劇場）

## 映画出演
- 『佐々木小次郎』（第一部）(1950年）- まん 役
- 『風雪二十年』（1951年、東映）
- 『乾杯!東京娘』（1951年、大映）
- 『西陣の姉妹』（1952年、大映）- 久子 役
- 『振袖狂女』（1952年、大映）
- 『泣虫記者』（1952年、東映）
- 『秘密』（1952年、大映）
- 『蛇と鳩』（1953年、東映）
- 『山下奉文』（1953年、東映）- 片岡かほる 役
- 『君に捧げし命なりせば』（1953年、北星）
- 『早稲田大学』（1953年、東映）
- 『わが恋はリラの木蔭に』（1953年、新東宝）
- 『遊侠夫婦笠』（1953年）
- 『美しい人』（1954年、新東宝）
- 『かくて夢あり』（1954年）- 赤間裕子 役
- 『学生心中』（1954年）- 宮比佐子 役
- 『姿三四郎』第一部（1955年、東映） - 村井乙美 役
- 『森蘭丸』（1955年）
- 『貝殻と花』（1955年）
- 『六人の暗殺者』（1955年、日活）- お新 役
- 『新婚白書』（1955年）
- 『お役者小僧 江戸千両幟』（1955年）
- 『柔道開眼』（1955年）
- 『二等兵物語』（1955年、松竹）
- 『裏町のお嬢さん』（1956年）
- 『四人の誓い』（1956年、松竹）